# فانیل تولده
فانیل تولده (انگلیسی: Faniel Tewelde؛ زادهٔ ۹ سپتامبر ۲۰۰۶) بازیکن فوتبال اهل نروژ است که در حال حاضر برای باشگاه فوتبال اود بازی می‌کند. 
از باشگاه‌هایی که در آن بازی کرده است می‌توان به باشگاه فوتبال اود اشاره کرد.
وی همچنین در تیم‌های ملی فوتبال زیر ۱۵، ۱۶ و ۱۷ سال نروژ بازی کرده است.